# Serraca magyarica
Serraca magyarica är en fjärilsart som beskrevs av Eugen Wehrli 1932. Serraca magyarica ingår i släktet Serraca och familjen mätare. Inga underarter finns listade i Catalogue of Life.